# Ranunculus potaninii
Ranunculus potaninii là một loài thực vật có hoa trong họ Mao lương. Loài này được Kom. miêu tả khoa học đầu tiên năm 1911.